# Radical Entertainment
Radical Entertainment — канадская компания, занимающаяся разработкой компьютерных игр. Была основана в 1991 году и до этого разрабатывала игры для таких компаний, как THQ, Microsoft и Fox Interactive. В 2005 году была приобретена Vivendi. В 2010 и 2012 годах студия столкнулась со значительными увольнениями, в результате которых студия прекратила разработку собственных игр и стала только оказывать поддержку другим студиям Activision.

## История

### Основание (1991—2005)
Radical Entertainment была образована в 1991 году Рори Армесом, Дейвом Дэвисом (бывшими сотрудниками Distinctive Software) и Яном Вилкинсоном. Первыми играми стали порты игр других компаний для игровой приставки NES. В 1997—1998 годах студию покинули несколько сотрудников, основавших впоследствии Barking Dog Studios.
В 2003 году компания открывает подразделение 369 Interactive, занимавшееся разработкой игр серии CSI (CSI: Miami, CSI: Dark Motives, CSI: Crime Scene Investigation) для UbiSoft.

### Приобретение Vivendi Universal (2005—2008)
После ряда успешных игр середины 2000-х студией заинтересовалась Vivendi Universal Entertainment. В 2005 году Vivendi приобретает Radical Entertainment и загружает её новыми проектами по известным кинофраншизам: The Incredible Hulk: Ultimate Destruction (2005) и Scarface: The World Is Yours (2006). Игры студии обычно выходили под маркой издателя Sierra Entertainment, которая также принадлежала Vivendi.
Студии также доверили серию Crash Bandicoot. Первой игрой стала Crash Tag Team Racing. Благодаря успеху вышедшей игры студия получила право разработать игры серии — Crash of the Titans (2007) и его сиквел Crash: Mind over Mutant (2008). В это же время студия начала разработку собственного проекта — Prototype.

### Подразделение Activision (2008—2009)
В 2008 году Vivendi Games и Activision объединились образовав группу издательских компаний Activision Blizzard. В это время Radical занималась разработкой трёх проектов — Crash: Mind over Mutant, Prototype и Scarface 2. Отношение нового владельца резко изменились по отношению к полу-независимой студии, в компании начались тяжёлые времена. Во время реорганизации Activision Blizzard было уволено около половины всего персонала студии. Проект Scarface 2, находившийся к этому времени на завершающем этапе разработки, был отменён.

### Prototype 2и массовые увольнения (с 2010)
После выхода Prototype в 2009 году Radical не анонсировала никаких новых разработок. Студию начали покидать сотрудники, очередной проект по Crash Bandicoot был также отменён Activision.
В 2010 году на церемонии Spike Video Game Awards представители студии анонсировали Prototype 2. Издатель Activision отменил остальные неанонсированные проекты студии, чтобы полностью сконцентрировать работу на сиквеле. По предположительным данным, одним из отменённых проектов могла быть игра по фильмам о Джейсоне Борне. Игра была отменена после того, как лицензия на разработку была отозвана правообладателем Ludlum Entertainment и передана Electronic Arts.
Prototype 2 была выпущена в апреле 2012 года и стала самым масштабным проектом студии за всю её историю. Игра получила хорошие отзывы на основных платформах PlayStation 3 и Xbox 360, релиз игры для Windows был запланирован на 2012 год. Продажи игры в момент релиза были высокими и превосходили аналогичные показатели Kinect Star Wars и Call of Duty: Modern Warfare 3. За первые два месяца Prototype 2 была распродана в количестве чуть менее миллиона экземпляров.
Однако признание критиков и коммерческий успех не спасли компанию от закрытия. 28 июня 2012 года появились сообщения, что в компании наблюдается «большой отток сотрудников» и «студия прекращает собственную разработку игр», что вызвало в игровых СМИ предположение, что студию закрывают. Издатель Activision, ссылаясь на неудачную попытку Prototype 2 получить «широкую коммерческую аудиторию», закрывает подразделения по разработке собственных игр студии. Студия продолжит свою работу, но в качестве компании поддержки для других проектов Activision. В этой роли компания приняла участие в разработке и выпуске Destiny (2014).

## Игры, разработанные компанией
| Название игры                                      | Год выхода | Платформы                                           |
| -------------------------------------------------- | ---------- | --------------------------------------------------- |
| The Terminator                                     | 1992       | NES                                                 |
| The Adventures of Rocky and Bullwinkle and Friends | 1992       | NES                                                 |
| Mario is Missing!                                  | 1993       | NES                                                 |
| Mario's Time Machine                               | 1993       | NES                                                 |
| Bebe's Kids                                        | 1994       | SNES                                                |
| Speed Racer in My Most Dangerous Adventures        | 1994       | SNES                                                |
| Pelé II: World Tournament Soccer                   | 1994       | Sega Genesis                                        |
| Beavis and Butt-head                               | 1994       | Sega Genesis                                        |
| Brett Hull Hockey 95                               | 1995       | Sega Genesis, SNES                                  |
| NHL Powerplay '96                                  | 1996       | Windows, PlayStation, Sega Saturn                   |
| The Divide: Enemies Within                         | 1996       | Windows, PlayStation                                |
| Grid Runner                                        | 1996       | Windows, PlayStation, Sega Saturn                   |
| Independence Day                                   | 1997       | Windows, PlayStation, Sega Saturn                   |
| NHL Powerplay '98                                  | 1997       | Microsoft Windows, PlayStation                      |
| Blood Lines                                        | 1998       | PlayStation                                         |
| ESPN X Games Pro Boarder                           | 1998       | Windows, PlayStation                                |
| NHL Championship 2000                              | 1999       | Windows, PlayStation                                |
| Jackie Chan Stuntmaster                            | 2000       | PlayStation                                         |
| Dark Summit                                        | 2001       | GameCube, PlayStation 2, Xbox                       |
| Tetris Worlds                                      | 2001       | GameCube, Xbox                                      |
| The Simpsons Road Rage                             | 2001       | GameCube, PlayStation 2, Xbox                       |
| James Cameron's Dark Angel                         | 2002       | PlayStation 2, Xbox                                 |
| Hulk                                               | 2003       | Windows, GameCube, PlayStation 2, Xbox              |
| The Simpsons Hit & Run                             | 2003       | Windows, GameCube, PlayStation 2, Xbox              |
| Crash Tag Team Racing                              | 2005       | GameCube, PlayStation 2, Xbox, PlayStation Portable |
| The Incredible Hulk: Ultimate Destruction          | 2005       | GameCube, PlayStation 2, Xbox                       |
| Scarface: The World is Yours                       | 2006       | Windows, PlayStation 2, Wii, Xbox                   |
| Crash of the Titans                                | 2007       | PlayStation 2, Wii, Xbox 360                        |
| Crash: Mind over Mutant                            | 2008       | PlayStation 2, Wii, Xbox 360                        |
| Prototype                                          | 2009       | Windows, PlayStation 3, Xbox 360                    |
| Prototype 2                                        | 2012       | Windows, PlayStation 3, Xbox 360                    |

### Отменённые игры
| Год   | Название                                         | Платформы                           |
| ----- | ------------------------------------------------ | ----------------------------------- |
| 1994  | Brett Hull Hockey                                | Sega Genesis                        |
| 1995  | RHI Roller Hockey '95                            | Super Nintendo Entertainment System |
| 2001  | A.I. The Circuit or A.I. Gladiator               | Xbox                                |
| 2006  | Scarface: The World Is Yours                     | Xbox 360                            |
| ~2007 | The Simpsons: Hit & Run 2                        | Неизвестно                          |
| 2008  | Scarface 2                                       | Неизвестно                          |
| 2008  | Treadstone                                       | Неизвестно                          |
| 2010  | I Am Crash Bandicoot, Crash 2010 or Crash Landed | PlayStation 3, Wii, Xbox 360        |
| 2011  | Spider-Man 4                                     | PlayStation 3, Xbox 360             |
| 2012  | Prototype 3                                      | PlayStation 3, Xbox 360             |

## Игровые движки
- Pure3D — игровой движок внутренней разработки Radical Entertainment, использовался c 2001 по 2005 годы: в Hulk, The Simpsons: Hit & Run, The Incredible Hulk: Ultimate Destruction и Scarface: The World Is Yours[9][10]

- Titanium — внутренний игровой движок Radical Entertainment, использовался c 2005 по 2012 годы. С использованием первой версии Titanium созданы Crash Tag Team Racing, Crash of the Titans и Crash: Mind over Mutant. На Titanium второй итерации созданы Prototype и Prototype 2[11][12].